# The Jekylls
The Jekylls est un groupe de garage rock français, originaire de Beauvais, dans l'Oise.

## Biographie
The Jekylls est formé en 1991 à Beauvais, par des membres des groupes Curfew, King Size, Weelloobees, et Psychopathes. Ils publient un premier single intitulé The Good Time is Over, en 1992 en 45 tours chez Dig! Records.
Caractérisée par la forte présence de l'orgue Hammond, les riffs énergiques de la guitare électrique soutenus par une rythmique puissante, leur musique influencée par les britanniques de la fin des années 1960 finit par les conduire naturellement à Londres où ils enregistrent leur dernier 45 tours Jigsaw au studio Toe Rag sous la houlette de Liam Watson (Elephant des White Stripes) sorti sur le label mod anglais Detour Records.
Le groupe se sépare en 1998. Pierre Chevalier jouera avec King Size, et revient en 2007 avec Peter Night Soul Deliverance. Jocelyn Godard deviendra bassiste pour Lazy Frogg,.

## Membres
- Pierre Chevalier - guitare, chant
- Jocelyn Godard - claviers
- François Vulliez - basse
- Nicolas Guillemant - batterie (1991–1997)
- Éric Marchienne - batterie (1997–1998)

## Discographie
- 1992 : The Good Time is Over (single ; Dig! Records)
- 1994 : A Hidden Meaning (Larsen Records ; réédité en LP par Dig! Records en 1995)
- 1995 : The Last Pterodactyl Wild Quest (Larsen Records)
- 1997 : Waiting for the Bus (split avec Cab ; Larsen Records)
- 1997 : Jigsaw (single ; Detour Records)